# Germano IV de Constantinopla
Germano IV de Constantinopla (em grego: Γερμανός Δ'; 1790 – 16 de setembro de 1853) foi patriarca ecumênico de Constantinopla duas vezes, entre 1842 e 1845 e entre 1852 e 1853, quando faleceu.

## História
Germano foi bispo de Vidin entre 1826 e 1830 e de Drama até 1835, quando foi nomeado bispo de Derkoi. Ele foi eleito para o trono patriarcal pela primeira vez em 1842 e permaneceu no posto até 1845, quando foi sucedido pelo patriarca Melécio III. Restaurado em 1852, Germano permaneceu no trono até morrer no ano seguinte.
Durante seu patriarcado, ele cuidou especialmente dos mais pobres, fundando muitas igrejas, escolas, bibliotecas e orfanatos. Seu nome era particularmente associado com a educação do clero ortodoxo, pois Germano foi o fundador da Escola Teológica de Halki no Mosteiro da Santíssima Trindade. Depois de uma visita ao mosteiro abandonado e arruinado, em 1842, ele conseguiu permissão das autoridades otomanas para reformar o edifício para permitir a instalação da escola. A escola funcionou regularmente até 1971, quando foi fechada quando as escolas de educação superior particulares foram banidas na Turquia; neste período, estudaram ali muitos teólogos, padres, bispos e patriarcas importantes: um total de 930 títulos acadêmicos foram concedidos, incluindo 343 bispos, 12 patriarcas ecumênicos e mais 2 patriarcas em Antioquia e em Alexandria, 4 metropolitanos de Atenas e em Tirana.